# Radio Flyer
Radio Flyer (v anglickém originále Radio Flyer) je americký dramatický film z roku 1992. Režisérem filmu je duo Richard Donner a David M. Evans. Hlavní role ve filmu ztvárnili Elijah Wood, Joseph Mazzello, Tom Hanks, Lorraine Bracco a John Heard.

## Děj
Děj filmu je vyprávěn jako vzpomínka dospělého Mikea (Tom Hanks), který pozoruje své dva syny při hádce o významu slibů. Aby jim vysvětlil důležitost dodržování slibů, vypráví jim příběh ze svého dětství.
Příběh se odehrává v roce 1969, kdy se jedenáctiletý Mike, jeho osmiletý bratr Bobby, jejich matka Mary a německý ovčák Shane přestěhují z New Jersey do Novato v Kalifornii poté, co je opustil otec. V novém městě se musí vypořádat nejen s místními výrostky vedenými Victorem Hernandezem, kteří je považují za vetřelce, ale především s novým životem po boku matčina nového manžela Jacka, který vyžaduje, aby mu říkali "Král". Mary musí z finančních důvodů pracovat na dvojité směny jako servírka, zatímco chlapci zůstávají doma s nevlastním otcem. Král je alkoholik, který při opilosti pravidelně fyzicky týrá Bobbyho, často v garáži za poslechu písně "Jambalaya (On the Bayou)" od Hanka Williamse. Bobby přiměje Mikea, aby o týrání mlčel, protože vidí, že jejich matka je s Králem konečně šťastná. Místo toho se chlapci snaží Králi vyhýbat tím, že prozkoumávají okolí a prožívají dobrodružství.
Situace se vyhrotí po incidentu v kuchyni, kdy se chlapci pokusí vyrobit lektvar proti příšerám, aby se zbavili Krále. Bobby končí v nemocnici, ale Shane se mu pomstí tím, že Krále zuřivě pokouše do ruky. Král je zatčen, ale po smrti své matky je propuštěn a vrací se domů s květinami a čokoládou, slibující, že už nikdy nebude pít ani ubližovat Bobbymu. Tento slib však poruší, když jsou chlapci ve škole, a málem zabije Shanea. Mary začíná postupně odhalovat Královu pravou povahu a nakonec požádá o rozvod.
Bratři se inspirují městskou legendou o chlapci jménem Fisher, který se pokusil uletět na kole z útesu přezdívaného "Místo přání". Rozhodnou se přestavět svůj červený vozík značky Radio Flyer na letadlo, aby Bobby mohl uniknout před Králem jednou provždy. Tajně používají Královo nářadí k sestavení letadla v kůlně podle vlastnoručně nakreslených plánů. Peníze na součástky získávají různými způsoby, například sbíráním ztracených míčků na golfovém hřišti a jejich prodejem golfistům.
Po zanechání dopisu na rozloučenou pro matku vezmou bratři své letadlo v noci na útes. Král však jejich plán odhalí a pokusí se je zastavit, což vede k zuřivému útoku Shanea. Bobby se rozjede z kopce dolů, křídlem svého letadla srazí Krále a triumfálně vzlétne do vzduchu, zatímco Mike a Shane přihlížejí. Na místo přijíždí Mary s přátelským policistou Jimem Daughertym a Král je zatčen. Mike už svého bratra nikdy nevidí, ale nadále dostává pohlednice z různých míst po celém světě. Když Mike dokončí své vyprávění v přítomnosti, připomene svým synům důležitost dodržování slibů a předá jim ponaučení o tom, že historie je v mysli vypravěče, když uzavírá příběh slovy "Takhle si to pamatuji."

## Obsazení
| Elijah Wood         | Mike                 |
| Joseph Mazzello     | Bobby                |
| Tom Hanks           | starší Mike/vypravěč |
| Lorraine Bracco     | Mary                 |
| John Heard          | Jim Daugherty        |
| Adam Baldwin        | Jack                 |
| Ben Johnson         | Geronimo Bill        |
| Garry Marshall      | Walter Harvey        |
| Garett Ratliff      | Chad                 |
| Thomas Ian Nicholas | Ferdie               |